# ステパニ公国
T：トゥーロフ公国　P：ピンスク公国

SL：スルツク公国　K：クレツク公国

D：ドゥブロヴィツァ公国　S：ステパニ公国

周辺の主な公国

KI：キエフ公国　V：ヴォルィーニ公国

ステパニ公国（ロシア語: Степаньское княжество）は、ホルィニ川左岸の都市ステパニ（現ウクライナリウネ州の都市型集落）を首都として成立した、トゥーロフ・ピンスク公国の分領公国である。

## 歴史
ステパニ公国は13世紀にトゥーロフ・ピンスク公国から分離した。統治者であるステパニ公に関する史料は非常に少ない。史料上に最初に言及されるステパニ公であるロスチスラフは、断定はできないものの、トゥーロフ公グレプの子である可能性が高いとみなされている。ただし数人の歴史家はピンスク公ロスチスラフと同一人物とみなしており、その場合トゥーロフ公スヴャトポルクの子となる。
いずれにせよ、初代ステパニ公ロスチスラフは、ルーツク公イヴァンの死亡した後の1228年にチャルトリースクを占拠したものの、ガーリチ公ダニールによって追い払われている。ロスチスラフの唯一の子であるグレプに対し、帝政ロシアの歴史家M.フムィロフ(ru)は、その妻をキエフ大公ロスチスラフの娘イズマラグダ（スマラグダ）と推定していた。『イパーチー年代記』の1292年の頁には、グレプの子のイヴァンが死亡し、イヴァンの子のウラジーミルが公位を継いだことが記されているが、それ以降の長期に渡り、ステパニ公に関する消息は不明である。
1387年に、ステパニ公セミョーンという人物が史料に現れるが、その出自は不明である。ウクライナの歴史家L.ウォイトウィチは、セミョーンをイヴァンの子のウラジーミルの孫と推定しているが、ポーランドの歴史家Józef Wolff(ru)は、セミョーンはリトアニア・ゲディミナス朝出身者であり、ナリマンタスの孫のピンスク公ヴァシリーの子であると推定している。
16世紀に、ステパニ公国領はオストログスキ家の所領の一部となった。